# Göteborgs hövåg
Göteborgs hövåg var belägen vid dåvarande Hötorgets norra del, vid hörnet av dåvarande Norra Larmgatan (nu Larmgatan) och Spannmålsgatan, i centrala Göteborg. Det var hit som Hisingsbönderna fraktade sitt hö, men senare vägdes även tyngre varor. Vågen revs 1951.
Hövågen är en institution med anor från 1829, då stadens äldste genom ett kungligt brev uppmanades att anordna en våg för vägning av tyngre gods. Samtidigt drogs den så kallade parmmätarebefattningen in, vilken hade till uppgift att mäta hölassen i kubik. I brist på vågar var rymdmåtten det enda sätt att bedöma hölassets vikt. Det äldsta årtal som instansats vid justering är 1888. Då metersystemet infördes måste vikterna ändras från skålpund till kilogram. Platsen för hövågen var mellan 1916 och 1951 vid Hötorget och innan dess var den förlagd till den så kallade Åkareplatsen mellan Posthuset och dåvarande Västgötabanans station. Övriga hövågar fanns vid Frihamnen och Sannegårdshamnen, dessutom hade även slakthuset vid Gamlestaden en liknande våg.
År 1900 vägdes här 5 553 384 kilo, mot en avgift på 4 377 kronor.